# Данута Квапішевська
Дану́та Квапіше́вська (пол. Danuta Kwapiszewska; 6 червня 1922, ймовірно Варшава, Польща — 3 квітня 1999, Варшава, Польща) — польська балерина і скульптор, нагороджена Золотим хрестом Заслуги (1979), медаллю Заслуги в культурі (1984) і медаллю 200-річчя польського балету (1996). Мати польської художниці Юлії Квапішевської.

## Біографія
Данута Квапішевська народилася в 1922 році у сім'ї архітектора Владислава Квапішевського. Під час нацистської окупації проживала разом із батьками в Мокотуві, південному районі Варшави, в будинку під назвою «Конкордія». Танцювала на сценах невеликих театрів, в тому числі і в забороненій нацистами постановці «Вальс Шопена» в театрі на вулиці Новий Свят.
Після Другої світової війни Данута Квапішевська стала однією із найвідоміших балерин Польщі. Вона завоювала золоті медалі на балетних конкурсах в Будапешті і Брюсселі. Проте кар'єра танцівниці раптово перервалася внаслідок автокатастрофи. Отримані травми призвели до часткового паралічу тіла нижче пояса. Тоді Д. Квапішевська присвятила себе викладанню танцю і зацікавилася створенням скульптур.
Брала участь у Міжнародній виставці скульптури й живопису просто неба «Гарбно 1977», яка проходила в межах четвертої сесії мистецького проекту під назвою «Живопис і скульптура просто неба „Гарбно“» з 18 травня по 8 червня 1977 року.
У 1983 році режисер Тадеуш Киянський зняв про неї короткометражний документальний фільм «Мої скульптури танцюють замість мене». У 2010 році польська поетеса Лідія Бень написала біографічну поему про життя балерини.
Данута Квапішевська померла 3 квітня 1999 року у Варшаві й похована на Бруднівському кладовищі.